# Anna Rakowska
Anna Elżbieta Rakowska (ur. 29 maja 1978 w Łodzi) – polska prawniczka, adwokat, samorządowiec, doktor habilitowana nauk prawnych, nauczycielka akademicka Uniwersytetu Łódzkiego.

## Życiorys
W 2002 ukończyła studia prawnicze na Wydziale Prawa i Administracji Uniwersytetu Łódzkiego. W 2007 na tym wydziale otrzymała stopień naukowy doktora nauk prawnych, natomiast w 2016 stopień doktora habilitowanego nauk prawnych w zakresie prawa, specjalność: prawo konstytucyjne. Naukowo zajmuje się w szczególności prawem wyborczym, wolnościami i prawami człowieka, władzą sądowniczą. Od 2006 prowadzi kancelarię adwokacką.
W 1998 została radną Rady Miasta Łodzi z ramienia Sojuszu Lewicy Demokratycznej, a po raz drugi, również z list SLD, w roku 2002, zaś trzeci raz w latach 2006–2010. W 2010 r. złożyła mandat radnej. Obecnie nie należy do żadnej partii politycznej.
W 2020 r. aktywnie włączyła się w działalność publiczną, krytykując rząd PiS i większość sejmową za wprowadzanie niekonstytucyjnych zmian w prawie wyborczym, nieprzeprowadzenie wyborów prezydenckich oraz za zmiany przeprowadzane w Sądzie Najwyższym. Jest członkiem Zespołu do spraw Kontroli Konstytucyjności Prawa przy Marszałku Senatu RP. Występuje w postępowaniach sądowych w tzw. sprawach dezubekizacyjnych.

## Życie prywatne
W 2012 wyszła za mąż za Tomasza Trelę mają córkę Zofię (ur. 2014), ostatecznie rozwiedli się.

## Wybrane publikacje
- Centralny elektroniczny rejestr wyborców podstawą reform prawa wyborczego, Warszawa 2011
- Kontrasygnata aktów głowy państwa w wybranych państwach europejskich, Toruń 2009[10]
- Kampania wyborcza w regulacji prawnej i w praktyce, Łódź 2015
- Independence, discretion and arbitrariness the limits of administering justice, [w:] Gdańsk 2017;
- Sądy i sędziowie wobec niedemokratycznych przemian, Studia Politologiczne 2017, vol. 47;
- Krajowa Rada Sądownictwa po wejściu w życie nowelizacji z 8.12.2017 r. - organ nadal konstytucyjny czy pozakonstytucyjny?, [w:] Konstytucja. Praworządność. Władza sądownicza. Aktualne problemy trzeciej władzy w Polsce, Warszawa 2019.